# Cirsium alpis-lunae
Cirsium alpis-lunae là một loài thực vật có hoa trong họ Cúc. Loài này được Brilli-Catt. & Gubellini mô tả khoa học đầu tiên năm 1991.